# Нурдаулетов, Гизат Дауренбекович
Гизат Дауренбекович Нурдаулетов (каз. Ғизат Дәуренбекұлы Нұрдәулетов) (11 июня 1964 года КазССР, с. Каракастек, Джамбульский район, Алма-Атинская область) — помощник президента Республики Казахстан — секретарь Совета безопасности Республики Казахстан. Государственный советник юстиции 1-го класса.

## Биография
Нурдаулетов родился 11 июня 1964 года в Алматинской области Работу в правоохранительных органах начал следователем прокуратуры Жамбылского района Алматинской области. Затем занимал должность заместителя прокурора этого же района. 
В период с 1996 по 1997 годы проходил службу в Государственном следственном комитете на должностях заместителя начальника районного отдела ГСК по оперативной работе, заместителя начальника организационно-кадрового управления ДГСК по Алматинской области.
С 1997 по 2017 годы работал в подразделениях КНБ РК по линии борьбы с организованной преступностью и коррупцией, экстремизма и терроризма. Был начальником следственного управления, а затем заместителем начальника Департамента по городу Алматы, руководил Департаментами Алматинской и Южно-Казахстанской областей, а также возглавлял Следственный департамент Комитета национальной безопасности.
Почётный сотрудник Комитета национальной безопасности.
С июля 2017 года занимал должность первого заместителя Генерального Прокурора Республики Казахстан.
Указом Главы государства от 18 марта 2019 года назначен на должность Генерального Прокурора Республики Казахстан.
Член Совета национальных инвесторов при Президенте Республики Казахстан (12.10.2019)
Член Высшего совета при Президенте Республики Казахстан по реформам (с 03.03.2022)
Помощник Президента РК — Секретарь Совета Безопасности РК (с 25.02.2022).

## Личная информация
Женат, воспитывает троих детей.

## Звания
- Генерал-майор национальной безопасности (с 06.05.2013);
- Государственный советник юстиции 2 класса (05.2019);
- Государственный советник юстиции 1 класса (06.05.2022).

## Награды
- Орден «Барыс» I степени (2025)[2].
- Орден «Айбын» II степени.
- Орден «Даңқ» II степени.